# Xã North Lebanon, Quận Lebanon, Pennsylvania
Xã North Lebanon (tiếng Anh: North Lebanon Township) là một xã thuộc quận Lebanon, tiểu bang Pennsylvania, Hoa Kỳ. Năm 2010, dân số của xã này là 11.429 người.